# Мадан
Мадан (буг. Мадан) град је у Републици Бугарској, у јужном делу земље, седиште истоимене општине Мадан у оквиру Смољанске области.

## Географија
Положај: Мадан се налази у јужном делу Бугарске. Од престонице Софије град је удаљен 260 km југоисточно, а од обласног средишта, Смољана град је удаљен 30 km источно.
Рељеф: Област Мадана се налази у области средишњег дела планинског ланца Родопа. Град се сместио у веома узаној долини Маданске реке, на приближно око 850 метара надморске висине.
Клима: Због знатне надморске висине клима у Мадану је оштрији облик континенталне климе са планинским утицајима.
Воде: Кроз Мадан протиче Маданска река горњим делом свог тока.

## Историја
Област Мадана је првобитно било насељено Трачанима, а после њих овом облашћу владају стари Рим и Византија. Јужни Словени ово подручје насељавају у 7. веку. Од 9. века до 1373. године област је била у саставу средњовековне Бугарске.
Крајем 14. века област Мадана је пала под власт Османлија, који владају облашћу 5 векова. Током османске владавине месно бугарско становништво је већим делом исламизовано.
1912. године град је постао део савремене бугарске државе. Насеље постоје убрзо средиште окупљања за села у околини, са више јавних установа и трговиштем.

## Становништво
По проценама из 2010. године Мадан је имао око 2.500 становника. Огромна већина градског становништва су етнички Бугари, већином муслимански Помаци. Остатак су махом Роми. Последњих две деценије град има сталан пад становништва због удаљености од главних токова развоја у држави.
Претежан вероисповест месног становништва је ислам, а мањинска православље.